# Мукша
Мукша (укр. Мукша) — река на Украине, протекает по территории Дунаевецкого и Каменец-Подольского районов Хмельницкой области. Левый приток Днестра (бассейн Чёрного моря). 
На Мукше расположены сёла Каменец-Подольского района Гуменцы, Лысогорка (бывшая Мукша-Колубаевецкая), Каменка (бывшая Мукша-Боришковецкая), Мукша Китайгородская (бывшая Мукша Городская, Жовтневое), Малая Слободка (бывшая Мукша-Пановецкая), Тарасовка, а при впадении Мукши в Днестр - Великая Слободка (бывшая Большая Мукша).